# アレン郡 (オハイオ州)
アレン郡（英: Allen County）は、アメリカ合衆国オハイオ州の西部に位置する郡である。人口は10万2206人（2020年）。郡庁所在地はライマ市であり、同郡で人口最大の都市である。
アレン郡はライマ大都市圏に属し、またライマ・バンワート・ワーパーコネタ広域都市圏を構成している。郡名は米英戦争のフレンチタウンの戦いで部隊を率いている時に戦死したジョン・アレン大佐に因んで名付けられた。ただし、アメリカ独立戦争の軍人であるイーサン・アレンに因むという説もある。ジョン・アレンに因むという説の証拠の方が多く、オハイオ州議会をしてその宣言をさせることになった。

## 歴史

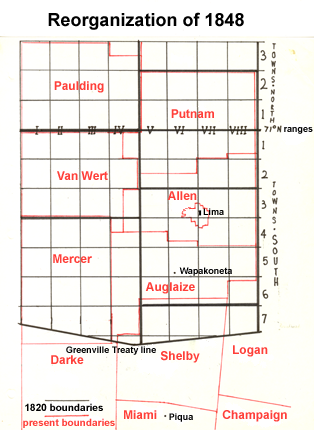
1848年に行われたアレン郡周辺の再編成

1795年に結ばれたグリーンビル条約の規定に基づき、オハイオの北西部はインディアンのために留保されていた。このために、1817年のモーミーラピッズの条約が結ばれるまで、現在のアレン郡がある地域には、ヨーロッパ系開拓者が入れないことになっていた。このモーミーラピッズの条約により、ショーニー族はワーパーコネタの居留地と、現在ではショーニー郡区の大半となっているオタワ川沿いの「ホッグ・クリーク」居留地を割り当てられた。これにより1820年3月1日にはオハイオ州議会がアレン郡など14郡を創設できることとなった。アレン郡の領域は左図で横軸の5から8、縦軸の3から6と定義された。
アレン郡内で最初の恒久的な開拓地ができたのは1824年のことであり、クリストファー・S・ウッドとその家族が、バス郡区の第7区に入植した。バス郡区の組織はアレン郡自体の組織の前身となったものであり、最初の郡区集会は1829年3月2日に開催された。同年2月12日、州議会の法令により、「郡の町」のための土地が取って置かれた。ウッドがアレン郡の郡庁所在地を置く場所を決定する委員に指名された。町の支配人として指名されたウッドは1831年3月3日に決定を下した。ウッドはバス郡区の第31区で販売する土地の区画割りを行った。この区画は同年4月20日に登録され、ライマ市の始まりとなるものを作った。
アレン郡自体の組織は、1831年6月6日に開催された郡政委員会最初の会合から始まった。この会合には委員のジェイムズ・ダニエルズ、ジョン・G・ウッドおよびサミュエル・スチュワートが出席した。また郡監査官のウィリアム・G・ウッド、財務官のアダム・ホワイト、保安官のヘンリー・リッピンコットも出席した。
1831年8月に最初の郡政議会が開催され、非公式会期の中で出席議員が帽子から名前札を引く形で、議員の名前を選んだと信じられている。この集会は現在のマーケット通りに近く、オタワ川岸にあったジェイムズ・ダニエルズの丸太小屋で開催された。モンゴメリー郡のパトリック・G・グッドがこの会期の特別検事官となり、ライマという名前を提案した者とされている。ライマはペルーの首都リマからきており、グレートブラック湿地地域で流行っていたマラリアの特効薬であるキニーネの産地だった。1831年6月6日の郡政委員会で、2番目の郡区であるジャクソン郡区の創設が承認された。
1832年、ホッグ・クリーク居留地に住んでいた者達を含めショーニー族はカンザス州東部に移住させられた。彼等はその土地に対して15年年賦で3万ドルを受け取ったが、当時20万ドルの価値はあったと推計されている。ショーニー族はほとんど食料も無いままで新しい居住地に到着し、即座にコレラの流行に見舞われることになった。
ライマは1841年に村として設立され、1842年3月29日にはライマの町が組織化された。ヘンリー・デビリアーズが初代市長に選ばれ、エイモス・クラッターが初代町保安官に選ばれた。
1848年、アレン郡の領域は、南部からオーグレイズ郡を創設させるために修正された。縦軸南2横軸7（モンロー郡区）、横軸南2縦軸8（リッチランド郡区）、横軸南2縦軸5の南半分、横軸南2縦軸6の南半分がパットナム郡からアレン郡に移管された。バンワート郡とマーサー郡の一部もアレン郡に移管されて、スペンサー郡区およびマリオン郡区の一部となった。1853年、アレン郡とパットナム郡は、パットナム郡が失った土地について現金での補償に合意した。
このアレン郡領域の変更については幾つかの実際的な思惑があった。郡庁所在地であるライマ市が郡の北部にあったものを、郡の中央になるようにした。郡西部には1845年に完成していたマイアミ・アンド・エリー運河のかなりの部分が入った。この再編で1844年に設立され、運河沿いにあったスペンサービルの町が郡域に入った。またブラフトンの町も郡域に入った。
1885年、ライマで石油が発見された。このことで郡内に好景気が始まり、1910年の後まで続いた。

## 地理
アメリカ合衆国国勢調査局に拠れば、郡域全面積は406.85平方マイル (1,053.7 km2)であり、このうち陸地402.50平方マイル (1,042.5 km2)、水域は4.35平方マイル (11.3 km2)で水域率は1.07%である。

### 隣接する郡
- パットナム郡 - 北
- ハンコック郡 - 北東
- ハーディン郡 - 東
- オーグレイズ郡 - 南
- バンワート郡 - 西

## 人口動態
以下は2000年国勢調査による人口統計データである。
| 基礎データ - 人口: 108,473人 - 世帯数: 40,646 世帯 - 家族数: 28,208 家族 - 人口密度: 104人/km2（268人/mi2） - 住居数: 44,245軒 - 住居密度: 42軒/km2（109軒/mi2） 人種別人口構成 - 白人: 84.95% - アフリカン・アメリカン: 12.19% - ネイティブ・アメリカン: 0.21% - アジア人: 0.55% - 太平洋諸島系: 0.01% - その他の人種: 0.63% - 混血: 1.45% - ヒスパニック・ラテン系: 1.42% 先祖による構成 - ドイツ系：33.8% - アメリカ人：14.2% - アイルランド系：8.8% - イギリス系：6.6% | 年齢別人口構成 - 18歳未満: 25.9% - 18-24歳: 9.9% - 25-44歳: 27.6% - 45-64歳: 22.4% - 65歳以上: 14.2% - 年齢の中央値: 36歳 - 性比（女性100人あたり男性の人口） - 総人口: 100.0 - 18歳以上: 98.0 世帯と家族（対世帯数） - 18歳未満の子供がいる: 32.9% - 結婚・同居している夫婦: 53.0% - 未婚・離婚・死別女性が世帯主: 12.4% - 非家族世帯: 30.6% - 単身世帯: 26.3% - 65歳以上の老人1人暮らし: 11.2% - 平均構成人数 - 世帯: 2.52人 - 家族: 3.05人 収入と家計 - 収入の中央値 - 世帯: 37,048米ドル - 家族: 44,723米ドル - 性別 - 男性: 35,546米ドル - 女性: 23,537米ドル - 人口1人あたり収入: 17,511米ドル - 貧困線以下 - 対人口: 12.1% - 対家族数: 9.6% - 18歳未満: 17.0% - 65歳以上: 9.6% |

## アレン郡祭
アレン郡で注目すべき年間行事は郡祭である。1851年から毎年8月にライマ市で開催され、オハイオ州西部では最も有名な農業関連の祭になっている。2005年には22万人の観光客を集め、展示側にはほぼ3,000人が参加し、州内最大規模となった。
1980年代から1990年代には全国的に名の売れた有名人を呼んだこともあり、また催事広場をかなり改修したことと組み合わされ、過去20年間に渡って観衆と評判の増大を生んでいる。

## 郡区

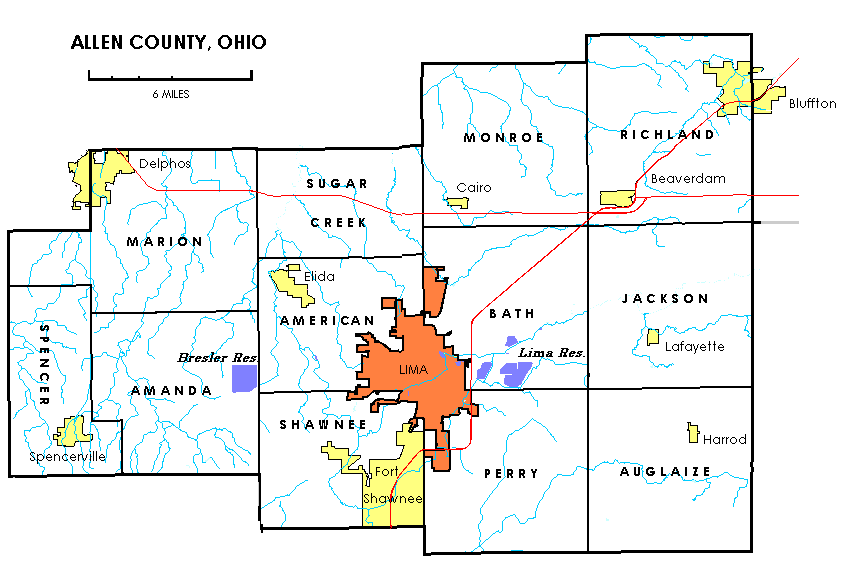
アレン郡の郡区

アレン郡は下記12の郡区に分割されている。
| - アマンダ - アメリカン - オーグレイズ - バス - ジャクソン - マリオン | - モンロー - ペリー - リッチランド - ショーニー - スペンサー - シュガークリーク |

## 都市

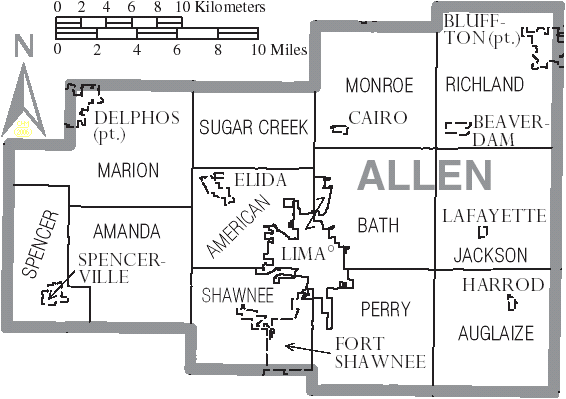
アレン郡図

- デルフォス
- ライマ - 郡庁所在地

### 村
| - ビーバーダム - ブラフトン - カイロ - イライダ | - フォートショーニー - ハロッド - ラファイエット - スペンサービル |

### 未編入の町
| - アレンタウン - オーグレイズ - コナント - ゴーマー - ヒューム - ケンプ - ランデック - ニードモア - オークビュー | - ロックポート - ルースカルプ - スコッツクロッシング - スラブタウン - サウスウォーソー - サウスワース - ウェストニュートン - ウェストミンスター - ヨーダー |